# 小野町站

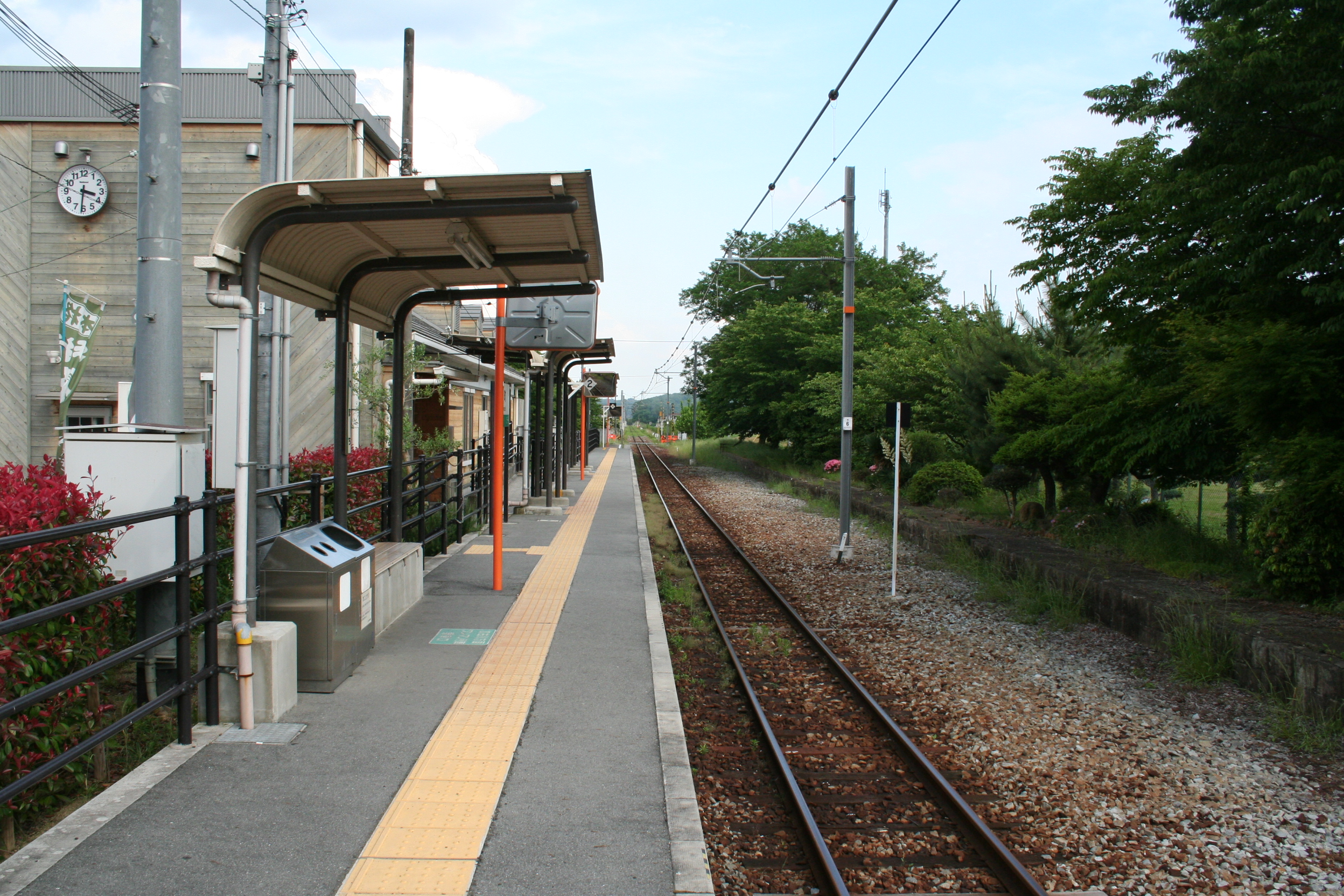
月台（2009年5月30日）

小野町站（日语：／ Onomachi eki */?）是位於兵庫縣小野市下來住町字中前，西日本旅客鐵道（JR西日本）的加古川線車站。

## 歷史
- 1913年（大正2年）8月10日 - 播州鐵道 國包站（現時：厄神站）至西脇站之間開通，此站啟用[1][2]。當時為旅客和貨物車站。
  - 當時車站位於兵庫縣加東郡來住村（日语：来住村）下來住字中前。
- 1923年（大正12年）12月21日 - 路線轉讓給播丹鐵道[3]。
- 1943年（昭和18年）6月1日 - 播丹鐵道被國有化，成為鐵道省加古川線車站[4]。
- 1954年（昭和29年）12月1日 - 隨著小野市成立，車站地址變為現址。
- 1962年（昭和37年）9月1日 - 終止貨物起卸業務。
- 1986年（昭和61年）11月1日 - 成為無人車站。
- 1987年（昭和62年）4月1日 - 伴隨國鐵分割民營化，車站由西日本旅客鐵道（JR西日本）營運。
- 1990年（平成2年）6月1日 - 加古川鐵道部（日语：加古川鉄道部）成立，並管轄此站。
- 2009年（平成21年）7月1日 - 隨著加古川鐵道部廢止，變由神戶分社（日语：西日本旅客鉄道神戸支社）直轄，此站由加古川站管理[5]。
- 2016年（平成28年）3月26日 - 此站開始可以使用IC卡「ICOCA」[6]。此站設置IC卡專用簡易閘機。

## 車站構造
本站是地面車站，設有1面1線的單式月台。西脇市方向的列車會開啟右邊車門。從前此站設有2面2線的相對式月台，現時一面月台已經撤走。
隨著鐵路電氣化，車站大樓進行翻新，新車站大樓內設有社區中心。此站是由加古川站管理的無人車站，此站設有自動售票機。

## 時間表
日間時段每小時1班列車停靠。

## 車站周邊
此站位於以算盤而聞名的小野市內。加古川距離此站約2公里。
- 鍬溪溫泉 伎須美野之鄉（日语：鍬渓温泉）
- 山陽利器

## 利用狀況
根據「兵庫縣統計書」，在2019年（令和元年）度1日平均乘車人次為413人。
以下為近年1日平均乘車人次列表：
| 年度   | 1日平均 乘車人次 |
| ------ | ---------------- |
| 1997年 | 281              |
| 1998年 | 292              |
| 1999年 | 283              |
| 2000年 | 293              |
| 2001年 | 277              |
| 2002年 | 315              |
| 2003年 | 304              |
| 2004年 | 276              |
| 2005年 | 297              |
| 2006年 | 302              |
| 2007年 | 312              |
| 2008年 | 314              |
| 2009年 | 324              |
| 2010年 | 313              |
| 2011年 | 335              |
| 2012年 | 354              |
| 2013年 | 385              |
| 2014年 | 396              |
| 2015年 | 407              |
| 2016年 | 421              |
| 2017年 | 417              |
| 2018年 | 398              |
| 2019年 | 413              |

## 相鄰車站
西日本旅客鐵道（JR西日本）
 加古川線
市場－小野町－粟生

## 注腳
1. 1 2 3 4 5 6 7 8 9 10 11 12  . 神戶新聞綜合出版中心. 2011-12-15: 204. ISBN 9784343006028 （日语）.
2. ↑  「軽便鉄道運輸開始」『官報』1913年8月22日（國立國會圖書館數碼化收藏）
3. ↑  『鉄道省鉄道統計資料. 大正12年度』（日語）（國立國會圖書館近代數碼圖書館）
4. ↑  官報 第4907号（日語） 1943年5月25日
5. 1 2  . 交通新聞 (交通新聞社). 2009-06-25: 1 （日语）.
6. ↑   (PDF) (新闻稿). 西日本旅客鉄道. 2015年12月18日  [2016-03-26]. （原始内容存档 (PDF)于2016-03-05） （日语）.
7. ↑  兵庫県統計書 （页面存档备份，存于）（日語）
8. ↑  兵庫県統計書令和元年版 （页面存档备份，存于）（日語）

## 外部連結
- 小野町｜車站資訊：JR出門網 - 西日本旅客鐵道